# كأس كرواتيا 2008–09
كأس كرواتيا 2008–09 (بالكرواتية: Hrvatski nogometni kup 2008./09.)‏ هو الموسم 18 من كأس كرواتيا. أقيم خلال الفترة 27 أغسطس 2008 وحتى 28 مايو 2009، وأشرف على تنظيمه اتحاد كرواتيا لكرة القدم، وكان عدد الأندية المشاركة فيه 47، وفاز فيه نادي دينامو زغرب.